# Urocricetus tibetanus
Urocricetus tibetanus  (Synonym: Cricetulus tibetanus) ist eine zu den Tibetischen Zwerghamstern gehörende Art der Hamster.
Gewöhnlich wird er dem Kham-Zwerghamster oder dem Ladakh-Zwerghamster zugeordnet.
Er bewohnt den Osten des Hochlands von Tibet in China.

## Körpermerkmale
Die Kopf-Rumpf-Länge von Urocricetus tibetanus beträgt etwa 103 Millimeter, die Schwanzlänge 30 bis 37 Millimeter, die Hinterfußlänge 17 bis 18 Millimeter und die Ohrlänge 15 bis 16 Millimeter. Die größte Schädellänge beträgt 23,5 bis 25,4 Millimeter.
Das Fell der Oberseite ist nahezu eintönig ockerfarben und geht in Richtung der Stirn, der Backen und des Halses in eine hellere Sandfarbe über. Die Ohrmuscheln sind in einem sich abhebenden Dunkelbraun gefärbt und weisen an der Spitze einen schmalen weißen Rand und am Ansatz einen kleinen Büschel weißer Haare auf. Die Unterseite ist weiß, der Schwanz ist zweifarbig, oberseits dunkel und unterseits reinweiß, und die Oberseite der Pfoten ist ebenfalls weiß.
Vom Kham-Zwerghamster unterscheidet sich Urocricetus tibetanus durch den weniger als fünf Zentimeter langen Schwanz und durch die fehlende Schwarzfärbung der Hüfte. Mit dem Ladakh-Zwerghamster, dem Tibet-Zwerghamster und dem Grauen Zwerghamster hat er diese Merkmale gemeinsam. Zusammen mit den beiden letztgenannten Arten unterscheidet er sich vom Ladakh-Zwerghamster durch das fehlende ausgeprägte Faltenmuster des ersten oberen Backenzahns. Vom Tibet-Zwerghamster unterscheidet er sich durch den weniger als vier Zentimeter langen Schwanz. Mit dem Grauen Zwerghamster hat er dieses Merkmal gemeinsam und unterscheidet sich von ihm durch die kurzen, dunkelbraunen Ohrmuscheln mit weißem Rand.

## Lebensweise, Verbreitung und Bestand
Die Lebensweise von Urocricetus tibetanus ähnelt vermutlich der des Kham-Zwerghamsters. Sein Verbreitungsgebiet sind der zentrale Süden Qinghais und das Zentrum Tibets. Er ist in China endemisch.
Der Internationalen Naturschutzunion liegen keine ausreichenden Daten zum Bestand vor.

## Systematik und Benennung
Thomas und Hinton (1922) sowie Ellerman (1947) ordnen die Form  als Unterart dem Ladakh-Zwerghamster zu.
Wang und Zheng (1973) ordnen sie dagegen dem Kham-Zwerghamster zu
und die meisten anderen Systematiken folgen dieser Zuordnung
(Corbet, 1978; Honacki und Mitarbeiter, 1982; Musser und Carleton, 1993, 2005). Smith und Hoffmann (2008) führen Cricetulus tibetanus als eigenständige Art.
Das Typusexemplar wurde 1921 auf der ersten britischen Mount-Everest-Expedition bei Tingri in Tibet in einer Höhe von etwa 4300 Metern gefunden und 1922 von Oldfield Thomas und Martin A. C. Hinton als Cricetulus alticola tibetanus beschrieben.

## Weblink
- Cricetulus tibetanus in der Roten Liste gefährdeter Arten der IUCN 2013.2. Eingestellt von: Smith, A.T. & Johnston, C.H., 2008. Abgerufen am 29. Dezember 2013.